# Pselliophora perdecora
Pselliophora perdecora is een tweevleugelige uit de familie langpootmuggen (Tipulidae). De soort komt voor in het Oriëntaals gebied.